# Хај-Фај (филм)
„Хај-Фај” је југословенски и македонски филм из 1987. године. Режирао га је Владимир Блажевски а сценарио је написао Горан Стефановски.

## Улоге
| Глумац                    | Улога            |
| ------------------------- | ---------------- |
| Фабијан Шоваговић         | Борис Бојановски |
| Јорданчо Чевревски        | Матеј Бојановски |
| Елизабета Гјоревска       |                  |
| Мето Јовановски           |                  |
| Вукосава Донева           |                  |
| Јоана Поповска            |                  |
| Предраг Лаковић           |                  |
| Ацо Јовановски            |                  |
| Душан Костовски           |                  |
| Мирче Доневски            |                  |
| Владимир Талевски         |                  |
| Младен Крстевски          |                  |
| Благоја Спиркоски Џумерко |                  |
| Георги Дампе Бисерков     |                  |
| Кирил Гравчев             |                  |
| Лазар Бараков             |                  |
| Соња Здравковска          |                  |
| Џeмаил Макшут             |                  |
| Ђокица Лукаревски         |                  |

Остале улоге ▼
| Глумац               | Улога |
| -------------------- | ----- |
| Блажо Василев        |       |
| Фехми Груби          |       |
| Ратко Гавриловић     |       |
| Соња Каранџуловска   |       |
| Катина Иванова       |       |
| Видосава Грубач      |       |
| Сенко Велинов        |       |
| Весна Вртева         |       |
| Виолета Сапковска    |       |
| Гјоргји Саламанов    |       |
| Тасе Коцовски        |       |
| Драган Бошевски      |       |
| Пантелеј Бослијанов  |       |
| Нино Леви            |       |
| Виолета Џамбазова    |       |
| Илија Струмениковски |       |
| Томе Моловски        |       |
| Љубомир Макеларски   |       |